# Pappireddipatti
Pappireddipatti es una ciudad y nagar Panchayat situada en el distrito de Dharmapuri en el estado de Tamil Nadu (India). Su población es de 9369 habitantes (2011).

## Demografía
Según el censo de 2011 la población de Pappireddipatti era de 9369 habitantes, de los cuales 4722 eran hombres y 4647 eran mujeres. Pappireddipatti tiene una tasa media de alfabetización del 79,72%, inferior a la media estatal del 80,09%: la alfabetización masculina es del 86,78%, y la alfabetización femenina del 72,61%.